# 인천 유나이티드 FC
인천 유나이티드 FC(Incheon United Football Club)는 대한민국 인천광역시에 있는 축구 선수단이다. 인천유나이티드가 운영하는 남자 프로 축구단이며, 2004년에 창단되었다. 인천광역시의 지자체 및 시민이 중심이 되어 창단한 시민 구단이다. 2004년 시즌부터 리그에 참가하고 있다. 홈 경기장은 2012 시즌부터 새로 지은 인천축구전용경기장을 사용하고 있다.

## 역사

### 창단 논의와 확정, 리그 데뷔
인천광역시를 연고지로 하는 프로축구단의 창단은 2003년 본격적으로 논의가 구체화되기 시작하였다. 구단은 가칭 '인천시민프로축구단'으로 불렸으며 초기 창단자금으로 150억 원을 책정하고 2002 한일 월드컵을 치르고 남은 자금 30억원과 기업 자금 유치, 시민주 공모 등을 통해 자금을 모으기 시작했다. 논의는 빠르게 진행되어 K리그 2004 시즌부터 참여하겠다는 발표가 이루어졌으며 9월에 TSV 1860 뮌헨의 감독으로 유명했던 독일의 축구 감독 베르너 로란트를 영입했다. 또한 10월에 시민 공모를 통해 구단의 명칭을 인천 유나이티드 FC로 최종 확정하였다. 선수 영입에도 박차를 가해 안양 LG 치타스에서 최태욱을 영입하고 터키의 국가대표 알파이 외잘란을 영입하는 등 과감한 투자를 했다. 하지만 예상과는 달리 성적은 저조하여 2004년 K리그 첫 시즌에는 전기리그 13위에 그쳤다. 하지만 후기리그에서는 기세를 올려 4위를 기록했다. 2004시즌 전반기가 종료된 8월에 로란트 감독은 부인의 건강 악화로 인한 개인적인 사정으로 사임했으며, 장외룡 수석 코치가 감독대행으로 지휘봉을 잡게 되었다.

### 시민구단의 역사를 다시 쓴 2005년
인천의 역사에서 가장 중요하고 크게 기록되는 시즌은 창단 이후 리그에서 2년차를 맞이한 2005년 K리그이다. 팀의 간판 선수로 평가되던 최태욱을 J리그 시미즈 에스펄스로 이적보내며 얻은 자금 15억 원을 구단 운영자금으로 사용하는 등 대기업의 지원을 받는 대규모 구단과는 다르게 가용 자금이 부족했던 인천은 제대로 선수 수급이 안 되어 스쿼드가 얇을 수밖에 없었다. 심지어 전용 연습구장도 없어 훈련을 여러 지역을 돌아다니며 해야 할 정도로 팀 사정이 열악한 상황에 처해 있었는데 그럼에도 불구하고 주장 임중용과 신인 방승환, 외국인 공격수 3인방 아기치, 셀미르, 라돈치치 등의 활약을 앞세워 전기리그 7승 3무 2패로 2위, 후기리그 6승 3무 3패로 5위로 통합 성적 13승 6무 5패로 우승을 기록, 리그에 새 바람을 일으키며 플레이오프에 진출했다. 또한 플레이오프에서 전기리그 우승 팀 부산 아이파크를 2대 0으로 누르며 K리그 챔피언 결정전에 진출, 통합 우승의 기대를 한껏 높였다. 그러나 인천의 전진은 울산 현대 호랑이에게 통합 스코어 3대 6으로 패하면서 끝났으며, 최종 기록은 리그 준우승으로 되었다. 비록 팀은 '기적같은 행보의 끝', '리그 방식의 희생양'이라는 평가를 받으며 최종 준우승에 머물렀으나 '시민 구단의 돌풍'이라는 찬사와 함께 인천에 스포트라이트가 집중적으로 비춰졌다. 그 해 1월 3일에 감독 대행에서 감독으로 승격되며 시즌 동안 인천을 이끈 장외룡 감독은 리더십과 전술 운용에 탁월한 능력을 보이며 인천 돌풍의 지휘자로 명성을 얻었고, 그것은 울산의 김정남 감독을 투표에서 1표 차로 제치며 그 해의 K리그 감독상 수상으로 결실을 맺었다. 장 감독의 감독상 수상은 리그 우승 팀이 아닌 감독이 수상을 한 최초의 사례로 기록되기도 했다. 이렇듯 인천이 2005년에 일으킨 돌풍은 영화로도 만들어졌는데, 2006년 12월 14일에 2005 시즌의 인천 유나이티드를 주제로 한 다큐멘터리 영화 비상이 개봉했다.

### 2006~2008 시즌
지난 시즌에서 정규리그 우승, 통합 준우승을 기록하며 다음 시즌에 대한 기대를 갖게 했던 인천이었으나 2006 시즌에서는 전기리그에서는 2승 8무 3패로 10위, 후기리그에서는 5승 4무 4패로 6위를 기록, 통합 순위 9위에 자리하며 기대와는 다르게 우승권에서 멀어진 성적을 기록했다. 2007 시즌에는 리그가 시작하기 앞서 2007년 1월 25일 선진 축구를 배우고 특히 2군, 유소년 시스템에 대한 연구 및 체득을 위해 K리그 구단 최초로 감독을 1년간 영국에 지도자 연수를 보내는 파격적인 투자를 했다. 장 감독이 연수를 가 있는 동안에는 박이천 기술고문이 감독 대행직을 맡아 수행했다. 한편 인천의 서포터들은 2007년 8월 29일 전북 현대 모터스와의 원정 경기가 열리는 날에 인천광역시 구월동 로데오거리에서 K리그 최초의 길거리 응원을 펼쳤는데, 이는 2002년 한일 월드컵에서 대중 응원 문화로 자리매김한 거리 응원 문화를 국가대표급 경기가 아닌 일반 클럽 경기에 적용시킨 사례로 기록되었다. 한편 전기리그와 후기리그 구분 없이 치러진 2007 시즌에서 인천은 최종 순위 9위를 기록했다.
2008 시즌에는 팀의 김시석 코치를 스코틀랜드 프리미어리그의 셀틱 FC로 유학을 보내, 장외룡 감독에 이어 두 번째 스태프 유학을 보냈다. 리그에서는 시즌 초반 제주 유나이티드, 전남 드래곤즈, 포항 스틸러스를 상대로 3연승을 거두는 등 상승세를 탔었으나 리그 후반에 승리보다는 무승부와 패배를 더 많이 기록, 전북 현대 모터스, 경남 FC와 함께 6강 플레이오프의 마지노선인 6위에 들기 위한 경쟁을 벌였다. 그러나 리그 마지막 라운드에 수원 삼성 블루윙즈에 1대 3으로 패하며 7위를 기록, 경남을 홈에서 3대 1로 꺾은 전북에게 6위 자리를 내주며 플레이오프 진출이 좌절되었다.

### 4년 만에 플레이오프에 진출하다
2006년 9위, 2007년 9위, 2008년 7위를 기록한 인천은 번번이 6강 플레이오프의 문턱에서 좌절하며 2005년의 분위기를 되살리는 데에 실패했다. 이러한 상황 속에서 2009 시즌에 앞서 인천은 팀의 지주이자 구단 차원에서 크게 투자를 한 장외룡 감독을 J리그의 오미야 아르디자로 떠나보내게 된다. 인천은 장 감독의 부재를 곧바로 일리야 페트코비치 감독을 영입하면서 메웠다. 페트코비치 감독은 세르비아 몬테네그로 축구 국가대표팀을 2006년 FIFA 월드컵 본선에 올려놓은 감독으로써 특히 월드컵 예선에서는 최소 실점으로 본선에 올라 세간의 주목을 받기도 했던 명감독이었다. 또한 신인 드래프트를 통해 고교 시절부터 특급 공격수로 평가받던 홍익대학교의 유병수를 영입했고, 이외에도 팀에서 2004년부터 2008년까지 맹활약하며 인천 서포터들의 큰 지지를 받았던 제난 라돈치치가 성남 일화 천마로 이적하면서 생긴 외국인 스트라이커의 공백을 마케도니아 공화국 축구 국가대표팀 출신의 드라간 차디코프스키로 채웠다. 그리고 K리그 구단 중 최초로 아시아 쿼터제를 사용하여 오스트레일리아 축구 국가대표팀 출신의 수비수 제이드 노스를 영입하는 등 스쿼드를 강화했다. 인천은 시즌 전반기 14경기 6승 5무 3패의 성적을 기록하며 플레이오프 진출 가능성을 밝게 하였으나, 8월 23일 수원 삼성 블루윙즈에 승리를 거둔 이후 6경기 연속 무승의 저조한 성적을 거두며 불안함을 노출하기 시작했다. 용병 공격수 챠디의 부진과 시즌 초 활약한 강수일의 침체, 시즌 중반에 영입한 세르비아 출신 용병 미드필더 오그넨 코로만의 부상 등이 부진의 원인으로 지적되던 가운데 인천은 시즌 마지막 4경기에서 3승 1패를 거두며 막판 승점 쌓기에 성공, 정규리그 순위 5위로 플레이오프에 진출하는 데에 성공했다. 비록 6강 플레이오프에서 정규리그 4위팀 성남 일화 천마에 접전 끝에 패하여 상위 단계에 진출하는 데에는 실패했지만 4년 만에 플레이오프 축구에 합류하는 성과를 거두는 소기의 목적을 달성하는 데에는 성공했다. 특히 리그 27경기에서 12골 4도움을 기록하며 신인왕 후보로 강력하게 거론되었던 K리그 1년차 신인 유병수의 대활약은 2009 시즌 인천 축구에서의 빼놓을 수 없는 기록이다. 하지만 K리그에서 플레이오프에 진출한 것과는 대조적으로 FA컵에서 경희대학교에 일격을 당하며 32강에서 탈락하고 컵대회에서는 FC 서울에 져 8강에서 탈락하는 등 토너먼트 대회에서는 저조한 성적을 거두었다.

### 2010 시즌
2010 시즌 초에 전남 드래곤즈와 광주 상무를 꺾고 2연승을 하였으나 이후 성남 일화 천마에게 0대 6 대패를 당한 경기를 포함하여 5연패를 당하였다. 주 득점원이었던 유병수 또한 침묵을 이어갔다. 그러나 4월 18일, 감독 교체 이후에 똑같이 분위기가 좋지 않았던 포항 스틸러스를 상대로 유병수가 네 골을 쏟아부으며 대승을 거두었다. 그 경기 이후로 인천 유나이티드는 무패 가도를 달렸으나 6월 8일 감독 일리야 페트코비치가 아내의 건강 악화의 이유로 돌연 사퇴하고 말았다. 페트코비치의 공백을 수석 코치였던 김봉길이 메꾸었으나 6강 챔피언십 순위까지 올라섰던 인천 유나이티드는 점점 순위권에서 멀어졌다. 페트코비치의 사임 약 세 달 후인 8월 22일 대한민국 국가대표 감독을 지낸 허정무가 지휘봉을 잡았다. 허정무가 맡은 인천은 2010 시즌을 11위로 마감하였고 유병수는 K리그 득점왕을 차지하였다.

### 허정무 감독 퇴임과 김봉길 감독 대행 체재
2011 시즌 초반 유병수의 부진으로 득점 난조에 시달리며 부진하였으나 6라운드를 기점으로 상승 곡선을 그렸으며, 15라운드가 종료된 후엔 5위까지 랭크되었다. 하지만 끝까지 좋은 모습을 이어가지 못하고 리그를 13위로 마무리 지었고 FA컵에서도 성남에 패하며 16강에서 탈락하였다. 2012 시즌을 앞두고 인천 구단은 파란색 바탕에 빨간색이 사용된 새로운 유니폼 디자인을 발표하였다. 그러자 창단 이후부터 고수해오던 파란색과 검은색의 세로 줄무늬 유니폼을 갑작스럽게 바꾼 것에 대하여 팬들의 반발이 일어났고 바뀐 유니폼에 대해 지지 발언을 한 허정무 감독에 대하여 비판 여론이 일기도 하였다. 한편 새로운 시즌을 위하여 김남일, 설기현, 네이선 번즈, 김태윤, 윤준하 등을 영입하며 대대적으로 전력을 보강하였으나 시즌 초반 부진의 늪에서 헤어나오지 못하며 강등권을 맴돌았다. 이에 대해 허정무 감독에 대한 책임론이 일었고 4월 10일 결국 허정무 감독이 자진 사퇴하였다. 이후 김봉길 수석 코치가 감독 대행으로 후임 감독 자리를 이어받았다. 김봉길 감독 부임 이후 성적이 반등하자 구단은 김봉길 감독 대행을 7월 16일 정식 감독으로 임명하였다.

### 다시 한 번 비상, 새로운 역사
인천은 김봉길 감독 정식 취임 이후 순위를 끌어올리기 시작하여 25~29라운드 동안 5연승을 기록하며 8위에 안착했지만, 30라운드에 제주와 무승부를 기록하며 경남에 골 득실차가 뒤져 9위로 밀려났다. 그 후 그룹B에서 무패행진을 이어가며 19경기 연속 무패를 기록했지만 44라운드 강원과의 경기에서 2-1로 패하며 연속 무패 기록을 19경기에서 마감하였다.

### 김도훈의 '늑대 축구'
2015년 1월 13일 인천은 김봉길의 후임으로, 김도훈을 팀의 제 6대 감독으로 선임하였다.
시즌 초반 구단 재정난과 선수 급여 문제 등 여러 문제로 어려움을 겪었지만, 본인 특유의 '늑대 축구'를 앞세워 FA컵에서 준우승을 거두고 상위 스플릿 A 진출에 거의 근접하는 등의 성과를 거두어 미래와 전망을 밝게 하였다.
2016 시즌을 앞두고 호앙아인 잘라이로부터 쯔엉을 임대영입하며 K리그팀 최초로 베트남 선수를 영입하였다.
하지만 2016 시즌을 앞두고 구단의 임금체불 문제와 더불어 김인성, 이천수, 유현 등의 주전 선수 유출로 어려움을 겪었고, 이로 인해 인천은 하위권을 전전하였고, 김도훈은 성적부진의 책임을 지고 사임하였다.

### '이기는 형' 이기형의 등장

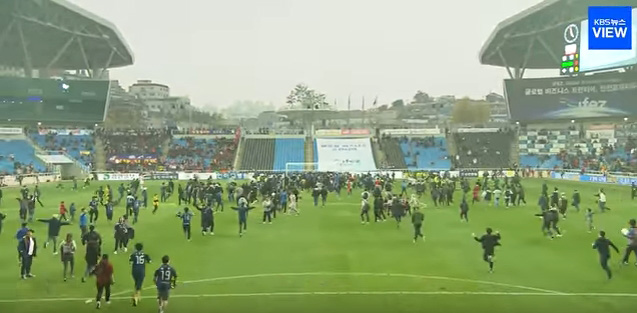
2016년 11월 5일, 잔류가 확정되자 기쁨을 나누기 위해 팬들이 그라운드로 들어오고 있다.

김도훈 감독의 사임 이후 이기형 코치가 감독대행을 맞게 되었다. 이기형 감독대행은 선수들과 소통하며 그동안 많이 출전하지 못했던 쯔엉, 김대경 등에 기회를 주는 등 다양한 선수에게 기회를 주었다. 이기형 감독대행이 팀을 맡은 이후 팀은 8연속 무패(5승 3무)를 달리는 등 10경기에서 6승 3무 1패를 기록하는 뒷심을 발휘했고 최종전인 수원FC전에서 1-0으로 승리하며 시즌 초반 107일 간의 최하위를 딛고 최종 순위 10위로 잔류를 확정하게 되었다. 한편 인천의 잔류를 이끌어낸 이기형 감독대행에게는 ‘이기는 형’이라는 별명이 붙었다.
2016년 11월 29일, 이기형은 인천의 정식감독으로 부임하였다.

### '동화 축구' 욘 안드레센
인천은 심각하게 약화된 수비력 등 여러 요인으로 인해 강인덕 대표이사와 이기형 전 감독의 체제에서 1승4무7패를 거두고, 박성철 대행 체제에서도 1무1패를 기록하는 등 매우 나쁜 상황에 처해있었다. 단순히 경기력만 나쁜 것도 아니었다. 팀내 규정을 어긴 선수에게서 벌금도 제대로 못 걷고, 어린 선수가 베테랑 선수를 존중하지 않는 태도를 보이는 등 팀내 분위기도 안좋았고, 경기 결과가 안좋게 끝날 때 감독이 특정 선수를 탓하는 등 말그대로 최악의 상황이었다. 이런 상황 속에서 부임한 북한축구 감독출신 욘 안데르센은 수비진 안정화와 팀 분위기 개선을 모두 이뤄내기 위해 노력했다. 우선 측면 수비 개선을 위해 왕성한 활동량이 장점인 김한빈을 부천에서, 좋은 수비능력을 보유한 정동윤을 광주에서 영입했다. 그리고 그중 정동윤의 영입이  적중하면서 최종환의 기량 저하와 대체자원의 부재로 인해 주된 실점루트가 되던 오른쪽 측면을 안정시키는 데 성공했다. 중앙 수비진은 나이때문인지 기량이 많이 떨어진 이윤표 대신 마음을 다잡고 각성한 부노자, 리그 수위급의 체격과 제공권을 지닌 김대중, 뛰어난 피지컬과 지능적인 수비를 바탕으로 김학범호 1기 주장으로 선임되었던, 하지만 정작 이기형 체제에선 출전기회를 받지 못하던 김정호 등을 기용하면서 안정시켰다. 거기에 넓은 수비범위를 부담스러워하던 고슬기 대신 활동량도 많고 수비력도 좋은 임은수를 수비형 미드필더로 기용하는 등 미드필더진의 수비력도 향상시키면서 쉽게 뚫리지 않는 수비진을 구축해냈다. 무너진 팀의 기강은 과거에 인천에서 활약하던 베테랑 남준재를 자유계약으로 영입한 뒤 주전으로 기용해 효과를 보고, 부노자, 박종진, 고슬기 등 다른 베테랑 선수들도 각성시켜 실전에서 활약하도록 유도하는 방법 등을 통해 바로세웠다. 물론 이 모든 것들이 한순간에 이루어진 것은 아니다. 곽해성, 강지용 등을 대체자원으로 기용했으나 똑같은 경로로 여러차례 실점하거나 7대0 대패를 당하는 등 실패하기도 하고, 역삼각형이던 중원 조합을 삼각형 모양으로 바꾼 뒤 테크닉이 좋은  공격형 미드필더 이정빈을 3선에 배치해 빌드업의 시발점 역할을 부여했으나 다소 부족한 수비력으로 인해 결국 기용을 중단하는 등  중간중간에 수많은 시행착오를 겪었다. 하지만 그러면서도 결국 잔류를 위해 이루어야 할 것들을 이루며 팀을 안정시킨 안데르센의 능력은 높이 살 만하다. 결과로는 2018 시즌 10승 12무 16패로 또다시 잔류를 하였다.

## 연혁
- 2003년
  - 2003년 6월 	인천시민프로축구단 창단 발표(안상수 인천시장)
  - 2003년 8월 	㈜인천시민프로축구단 법인 설립
  - 2003년 9월 	인천구단 초대 감독 베르너 로란트 감독 취임
  - 2003년 10월 	인천 유나이티드 명칭 공모 최우수작 선정
  - 2003년 10월 	인천시민프로축구단 1차 시민주 공모 실시
  - 2003년 12월 	한국프로축구연맹 창단 승인

- 2004년
  - 2004년 1월 	인천시민프로축구단 2차 시민주 공모
  - 2004년 3월 1일 창단식 및 일본 감바오사카 초청경기
  - 2004년 4월 3일 삼성 하우젠 K리그 개막전(vs 전북현대모터스)
  - 2004년	삼성 하우젠 K리그 통합순위 12위 (전기 13위, 후기 4위)
  - 2004년	삼성 하우젠컵 8위

- 2005년
  - 2005년 삼성 하우젠 K리그 정규리그 통합순위 1위 (전기 2위, 후기 4위)
  - 2005년 삼성 하우젠 K리그 준우승

- 2006년
  - 2006년 삼성하우젠 K리그 통합순위 9위 (7승 12무 7패)
  - 2006년 삼성하우젠 K리그 전기리그 10위 (2승 8무 3패)
  - 2006년 삼성하우젠 K리그 후기리그 6위 (5승 4무 4패)
  - 2006년 하나은행 FA컵 3위
  - 2006년 삼성 하우젠컵 14위 (1승 4무 8패)
  - 2006년 2군리그 우승(MVP : 이근호)

- 2007년
  - 2007년 삼성 하우젠 K리그 통합순위 9위 (8승 9무 9패)
  - 2007년 삼성 하우젠컵대회 4강
  - 2007년 하나은행 FA컵 4강

- 2008년
  - 2008년 U-18팀 인천대건고등학교 축구부 창단
  - 2008년 삼성 하우젠 K리그 통합순위 7위 (9승 9무 8패)
  - 2008년 삼성 하우젠컵대회 조별 예선 탈락 (2승 3무 5패)
  - 2008년 하나은행 FA컵 1라운드 탈락 (1패)
  - 2008년 2군리그 우승(MVP : 강수일)

- 2009년
  - 2009년 K리그 통합순위 5위 (11승 10무 7패)
  - 2009년 피스컵 코리아 2009 8강
  - 2009년 하나은행 FA컵 32강
  - 2009년 2군리그 우승(MVP : 김선우)
  - 2009년 U-15팀 인천광성중학교 축구부 창단[26]

- 2010년
  - 2010년 소나타 K리그 통합순위 11위 (8승 7무 13패)
  - 2010년 포스코컵 2010 예선 조별리그 C조 4위
  - 2010년 하나은행 FA컵 8강

- 2011년
  - 2011년 현대오일뱅크 K리그 통합순위 13위 (6승 14무 10패)
  - 2011년 러시앤캐시컵 2011 예선 조별리그 A조 4위 (1승 2무 2패)
  - 2011년 하나은행 FA컵 16강

- 2012년
  - 2012년 3월 11일 인천축구전용경기장 준공 및 개막전
  - 2012년 현대오일뱅크 K리그 통합순위 9위 (17승 16무 11패)
  - 2012년 하나은행 FA컵 16강

- 2013년
  - 2013년 현대오일뱅크 K리그 클래식 통합순위 7위 (12승 14무 12패)
  - 2013년 스플릿 A(상위리그) 진출
  - 2013년 하나은행 FA컵 8강 진출

- 2014년
  - 2014년 현대오일뱅크 K리그 클래식 통합순위 10위 (8승 16무 14패)
  - 2014년 하나은행 FA컵 32강

- 2015년
  - 2015년 현대오일뱅크 K리그 클래식 통합순위 8위 (13승 12무 13패)
  - 2015년 KEB하나은행 FA컵 준우승
  - 2015년 U-18팀인 인천대건고등학교가 후반기 전국고등축구리그 왕중왕전 준우승
  - 2015년 U-15팀인 광성중학교가 전국중등축구리그 왕중왕전 우승

- 2016년
  - 2015년 U-15팀 제 45회 전국소년체전 우승
  - 2016년 현대오일뱅크 K리그 클래식 통합순위 10위 (11승 12무 15패)
  - 2016년 KEB하나은행 FA컵 8강 진출

- 2017년
  - 2017년 KEB하나은행 K리그 클래식 통합순위 9위 (7승 18무 13패)
  - 2017년 KEB하나은행 FA컵 32강

- 2018년
  - 2018년 U-18팀 전반기 전국고등축구리그 왕중왕전 준우승
  - 2018년 KEB하나은행 K리그1 통합순위 9위 (10승 12무 16패)
  - 2018년 KEB하나은행 FA컵 16강

- 2019년
  - 2019년 U-18팀인 대건고 축구부 창단 이래 전국 규모 대회(문화체육관광부장관배 고교축구대회) 첫 우승[27]
  - U-15팀 제 48회 전국소년체전 우승
  - U-18팀 제 100회 전국체전 우승
  - 2019년 하나원큐 K리그1 통합순위 10위 (7승 13무 18패)
  - 2019년 KEB하나은행 FA컵 32강

- 2020년
  - 2020년 하나원큐 K리그1 통합순위 11위 (7승 6무 14패)
  - 2020년 하나은행 FA컵 16강
  - U-18팀 문체부장관배 전국고교 축구대회 및 전국체전 준우승

- 2021년
  - 2021년 하나원큐 K리그1 통합순위 8위 (12승 11무 15패)
  - 2021년 하나은행 FA컵 16강

- 2022년
  - 창단 첫 아시아챔피언스리그(ACL) 진출
  - 클럽하우스 '인천유나이티드 FC 축구센터' 준공
  - 2022년 하나원큐 K리그1 통합순위 4위 (13승 15무 10패)
  - 2022년 하나은행 FA컵 3라운드

- 2023년
  - 2023년 하나원큐 K리그1 통합순위 5위 (14승 14무 10패)
  - 2023년 하나은행 FA컵 4강
  - 창단 첫 AFC 아시아챔피언스리그(ACL) 참가 (G조 3위, 4승 2패)

- 2024년
  - 2024년 U-18팀 전국고등축구리그 왕중왕전(전국고교축구선수권대회) 우승
  - 2024년 하나은행 K리그1 통합순위 12위 (9승 12무 17패)
  - 2024년 하나은행 코리아컵 8강

- 2025년
  - 2025년 하나은행 K리그2
  - 2025년 하나은행 코리아컵 16강

## 경영
인천은 다양한 스폰서들의 지원과 선수 이적 시에 발생한 금액으로 2006년 5억여 원의 경영 흑자를 달성하여, 시민구단 최초의 흑자구단으로 기록되는 쾌거를 누렸다.. 또한 이러한 흑자경영을 바탕으로 2009년에는 코스닥 상장을 할 계획을 가지고 있다. 하지만 인천의 흑자경영을 회의적으로 바라보는 시각도 적지 않은데, 대기업이 경영하지 않는 시민구단의 한계로 인해 항상 자금이 불충분할 수밖에 없으며, 이로 인해 주요 핵심 선수들을 자금의 융통을 위해 타 구단으로 이적시키는 일이 비일비재 했기 때문이다. 대표적인 선수가 최태욱(시미즈 에스펄스로 이적), 최효진(포항 스틸러스로 이적), 김치우(전남 드래곤즈로 이적) 등이다. 또한 광고, 상품판매, 입장수입 등의 수입원이 전체 수입의 3분의 1씩 균형을 이루는 것이 바람직한데 여러 스폰서를 광고해주는 대가로 받는 자금과 선수 이적료가 주 수입원을 이루는 것이 인천의 흑자 구조이다. 그러나 대부분의 프로 스포츠팀들이 적자를 면치 못하는 것이 한국 스포츠의 현실인 것에 반해, 인천은 3년 연속으로 흑자 경영을 이어가면서 시민구단이 리그에 안정적으로 정착할 수 있는 기반 마련의 가능성을 보였다는 점에서 그 의미가 적지 않다는 평가다.

## 선수 명단
참고: FIFA 자격 규정에 따라 소속된 국가대표팀 국기를 표시합니다. 선수는 복수의 FIFA 비회원국 국적을 가지고 있을 수 있습니다.
| 번호 | 포지션 | 국적           | 이름     |
| ---- | ------ | -------------- | -------- |
| 1    | GK     |                | 민성준   |
| 3    | DF     |                | 이상기   |
| 4    | DF     |                | 김건희   |
| 5    | MF     |                | 이명주   |
| 6    | DF     |                | 문지환   |
| 7    | MF     |                | 김도혁   |
| 8    | MF     |                | 신진호   |
| 9    | FW     | 몬테네그로     | 무고사   |
| 10   | FW     |                | 이동률   |
| 11   | FW     | 포르투갈       | 제르소   |
| 13   | MF     |                | 최승구   |
| 14   | FW     | 감비아         | 바로우   |
| 15   | DF     |                | 임형진   |
| 16   | MF     |                | 이가람   |
| 17   | DF     |                | 김성민   |
| 18   | FW     |                | 백민규   |
| 19   | FW     |                | 김민석   |
| 20   | DF     | 오스트레일리아 | 델브릿지 |

| 번호 | 포지션 | 국적 | 이름                   |
| ---- | ------ | ---- | ---------------------- |
| 21   | GK     |      | 황성민                 |
| 22   | FW     |      | 성힘찬                 |
| 23   | DF     |      | 박경섭                 |
| 24   | MF     |      | 강도욱                 |
| 25   | GK     |      | 이범수                 |
| 27   | FW     |      | 김보섭                 |
| 28   | MF     |      | 김건웅 (제주에서 임대) |
| 29   | FW     |      | 강민성                 |
| 30   | FW     |      | 서동한                 |
| 31   | GK     |      | 이상현                 |
| 32   | DF     |      | 이주용                 |
| 33   | MF     |      | 김현서                 |
| 39   | MF     |      | 김명순                 |
| 77   | FW     |      | 박승호                 |
| 88   | MF     |      | 정원진                 |
| 94   | FW     |      | 쇼타                   |
| 97   | GK     |      | 김동헌                 |
| 99   | FW     |      | 박호민                 |

### 임대 및 군 복무 선수
참고: FIFA 자격 규정에 따라 소속된 국가대표팀 국기를 표시합니다. 선수는 복수의 FIFA 비회원국 국적을 가지고 있을 수 있습니다.
| 번호 | 포지션 | 국적 | 이름                             |
| ---- | ------ | ---- | -------------------------------- |
| —    | GK     |      | 이태희 (거제시민축구단으로 임대) |
| —    | MF     |      | 강윤구 (평창 유나이티드로 임대)  |
| —    | DF     |      | 김연수 (양천 TNT로 임대)         |

| 번호 | 포지션 | 국적 | 이름                             |
| ---- | ------ | ---- | -------------------------------- |
| —    | MF     |      | 민경현 (김천 상무에서 군 복무중) |
| —    | DF     |      | 김동민 (김포 FC로 임대)          |
| —    | FW     |      | 홍시후 (김포 FC로 임대)          |

## 코칭스태프

### 코칭스태프
| 직위        | 이름   |
| ----------- | ------ |
| 감독        | 윤정환 |
| 수석코치    | 이호   |
| 전술 코치   | 로페즈 |
| 코치        | 정혁   |
| 골키퍼 코치 | 권찬수 |

## 경영진
- 구단주: 유정복 (인천광역시장)
- 대표이사: 공석
- 단장 : 임중용

## 기록과 통계

### 우승 기록

#### 국내 대회

##### 리그
- K리그1

● 준우승 (1): 2005

##### 컵
- 코리아컵

● 준우승 (1): 2015

### 역대 시즌 성적
| 시즌 | 리그         | 순위 | 경기 | 승 | 무 | 패 | 득 | 실 | 승점 | 리그컵  | FA컵    | ACL      | 기타 | 감독                             |
| ---- | ------------ | ---- | ---- | -- | -- | -- | -- | -- | ---- | ------- | ------- | -------- | ---- | -------------------------------- |
| 2004 | K리그        | 12   | 24   | 6  | 8  | 10 | 20 | 29 | 26   | 8위     | 32강    | -        |      | 로란트 장외룡 (대행)             |
| 2005 | K리그        | 2    | 24   | 13 | 6  | 5  | 36 | 26 | 45   | 6위     | 16강    | -        |      | 장외룡                           |
| 2006 | K리그        | 9    | 26   | 7  | 12 | 7  | 24 | 27 | 33   | 14위    | 4강     | -        |      | 장외룡                           |
| 2007 | K리그        | 9    | 26   | 8  | 9  | 9  | 30 | 32 | 33   | 4강     | 4강     | -        |      | 박이천 (대행)                    |
| 2008 | K리그        | 7    | 26   | 9  | 9  | 8  | 29 | 30 | 36   | A조 6위 | 32강    | -        |      | 장외룡                           |
| 2009 | K리그        | 5    | 28   | 11 | 10 | 7  | 31 | 29 | 43   | 8강     | 32강    | -        |      | 페트코비치                       |
| 2010 | K리그        | 11   | 28   | 8  | 7  | 13 | 42 | 51 | 31   | C조 4위 | 8강     | -        |      | 페트코비치 김봉길 (대행) 허정무  |
| 2011 | K리그        | 13   | 30   | 6  | 14 | 10 | 31 | 40 | 30   | A조 4위 | 16강    | -        |      | 허정무                           |
| 2012 | K리그        | 9    | 44   | 17 | 16 | 11 | 46 | 40 | 67   | 폐지    | 16강    | -        |      | 허정무 김봉길 (대행) 김봉길      |
| 2013 | K리그 클래식 | 7    | 38   | 12 | 14 | 12 | 48 | 46 | 50   | 폐지    | 8강     | -        |      | 김봉길                           |
| 2014 | K리그 클래식 | 10   | 38   | 8  | 16 | 14 | 33 | 46 | 40   | 폐지    | 32강    | -        |      | 김봉길                           |
| 2015 | K리그 클래식 | 8    | 38   | 13 | 12 | 13 | 35 | 32 | 51   | 폐지    | 준우승  | -        |      | 김도훈                           |
| 2016 | K리그 클래식 | 10   | 38   | 11 | 12 | 15 | 43 | 51 | 45   | 폐지    | 8강     | -        |      | 김도훈 이기형 (대행)             |
| 2017 | K리그 클래식 | 9    | 38   | 7  | 18 | 13 | 32 | 53 | 39   | 폐지    | 32강    | -        |      | 이기형                           |
| 2018 | K리그1       | 9    | 38   | 10 | 12 | 16 | 55 | 69 | 42   | 폐지    | 16강    | -        |      | 이기형 박성철 (대행) 욘 안데르센 |
| 2019 | K리그1       | 10   | 38   | 7  | 13 | 18 | 33 | 54 | 34   | 폐지    | 32강    | -        |      | 욘 안데르센 임중용 (대행) 유상철 |
| 2020 | K리그1       | 11   | 27   | 7  | 6  | 14 | 25 | 35 | 27   | 폐지    | 3라운드 | -        |      | 임완섭 임중용 (대행) 조성환      |
| 2021 | K리그1       | 8    | 38   | 12 | 11 | 15 | 38 | 45 | 47   | 폐지    | 3라운드 | -        |      | 조성환                           |
| 2022 | K리그1       | 4    | 38   | 13 | 15 | 10 | 46 | 42 | 54   | 폐지    | 3라운드 | -        |      | 조성환                           |
| 2023 | K리그1       | 5    | 38   | 14 | 14 | 10 | 46 | 42 | 56   | 폐지    | 준결승  | 조별리그 |      | 조성환                           |
| 2024 | K리그1       | 12   | 38   | 9  | 12 | 17 | 38 | 49 | 39   | 폐지    | 8강     | -        |      | 조성환 변재섭 (대행) 최영근      |

### 주요 경기 기록
- 홈 경기에서의 첫 승리 : 2004년 3월 1일 vs 감바 오사카(스코어 : 4-0)
- 홈 경기에서의 첫 패배 : 2004년 5월 5일 vs 울산 현대 호랑이(스코어 : 2-3)
- K리그에서의 첫 승리 : 2004년 4월 17일 vs 성남 일화 천마(경기장 : 인천 문학 경기장, 스코어 : 1-0)
- K리그에서의 첫 패배 : 2004년 4월 10일 vs 포항 스틸러스(경기장 : 포항 스틸러스, 스코어 : 2-1)
- K리그 통산 100승 : 2012년 8월 18일 vs 울산 현대 (경기장 : 울산문수축구경기장, 스코어 : 1-0)
- K리그 통산 200승 : 2020년 9월 27일 vs 성남 FC (경기장 : 탄천종합운동장, 스코어 : 6-0)
- 최다 점수 차 승리 : 2020년 9월 27일 vs 성남 FC (경기장 : 탄천종합운동장, 스코어 : 6-0)
- 최다 점수 차 패배 : 2018년 8월 19일 vs 강원 FC (경기장 : 춘천송암스포츠타운, 스코어 : 0-7)
- 인천축구전용경기장 에서의 첫 경기 : 2012년 3월 11일 vs 수원 삼성 (경기장 : 인천축구전용경기장, 스코어 : 0-2)
- 리그 명칭 클래식으로 변경 후 첫 경기 : 2013년 3월 3일 vs 경남 FC (경기장 : 인천축구전용경기장, 스코어 : 0-0)
- 아시아챔피언스리그(ACL) 에서의 첫 본선 경기 : 2023년 9월 19일 vs 요코하마 F. 마리노스 (경기장 : 요코하마닛산스타디움, 스코어 : 4-2)

### 주요 골 기록
- K리그 1호골 : 2004년 4월 17일 vs 포항 스틸러스, 안젤코비치
- 인천축구전용경기장 개장 후 K리그 첫 골 : 2012년 3월 24일 vs 대전 시티즌, 설기현
- K리그 400호골 : 2013년 7월 21일 vs 제주 유나이티드, 권정혁
- K리그 700호골 : 2019년 9월 25일 vs 상주 상무 이우혁

### 역대 최다 홈 관중수

#### 인천축구전용경기장
(2012년~현재)
- 1위 : 18,541명 2019년 3월 2일. vs 제주유나이티드[32]
- 2위 : 18,173명 2025년 3월 1일. vs 수원 삼성 블루윙즈
- 3위 : 17,262명 2012년 3월 11일. vs 수원 삼성 블루윙즈

#### 인천문학경기장
(2004년~2011년)
2009년 5월 4일 기준
- 1위 : 37,242명 - 2004년 5월 5일, vs 울산 현대 호랑이
- 2위 : 35,356명 - 2005년 11월 27일, vs 울산 현대 호랑이
- 3위 : 34,275명 - 2008년 3월 8일, vs 부산 아이파크

### 최다 경기 출장 선수
2024년 11월 26일 기준으로 K리그/리그컵 기준 인천 소속으로 출장한 경기 수
- 1위 : 김도혁 : 263경기
- 2위 : 임중용 : 220경기
- 3위 : 이윤표 : 213경기
- 4위 : 전재호 : 212경기
- 5위 : 무고사 : 176경기
- 6위 : 송시우 : 168경기
- 7위 : 안재준 : 156경기
- 8위 : 김보섭 : 142경기
- 9위 : 김동민 : 135경기
- 10위 : 노종건 : 132경기
- 11위 : 정동윤 : 130경기
- 12위 : 방승환 : 127경기
- 13위 : 김학철 : 125경기
- 14위 : 라돈치치 : 122경기
- 15위 : 김이섭 : 121경기
- 16위 : 엘리아스 아길라르 : 117경기
- 17위 : 델브리지 : 108경기
- 18위 : 김준엽 : 100경기
- 18위 : 오반석 : 100경기
- 18위 : 이태희 : 100경기
- 18위 : 마테이 요니치 : 100경기
- 19위 : 박재현 : 97경기
- 20위 : 남준재 : 94경기
- 21위 : 한교원 : 93경기
- 22위 : 윤원일 : 90경기
- 23위 : 권정혁 : 87경기
- 24위 : 이명주 : 86경기
- 25위 : 박태민 : 85경기
- 26위 : 장경진 : 84경기
- 27위 : 정혁 : 82경기
- 28위 : 유병수 : 78경기
- 28위 : 김상록 : 78경기
- 29위 : 문지환 : 77경기
- 30위 : 설기현 : 76경기
- 31위 : 민경현 : 74경기
- 32위 : 드라간 믈라데노비치 : 72경기
- 33위 : 유현 : 71경기

### 인천에서 은퇴한 선수
- 장경영 : 2006년 : MF : 영입 초반 중대한 부상으로 조기 은퇴, 가수 장윤정의 남동생.
- 이장관 : 2008년 : DF : 인천 문학 경기장에서 은퇴
- 김학철 : 2008년 : DF : 시즌 종료 뒤 은퇴선언
- 임중용 : 2011년 : DF : K리그 2011 시즌 30R 상주상무전에서 은퇴
- 김이섭 : 2010년 : GK : 2010 시즌 종료 뒤 은퇴
- 이천수 : 2015년 : FW : 2015 시즌 종료 뒤 은퇴선언
- 정혁 : 2022년 : MF : 2022 시즌 종료 뒤 은퇴선언

### 그 외
- 인천 유나이티드의 상징색은 파란색과 검정색이며 홈 유니폼도 이 색을 채택한 세로 줄무늬 유니폼이다. 인천과 같은 상징색을 가지고 있는 구단으로는 이탈리아 세리에 A의 명문 구단 FC 인테르나치오날레 밀라노, 일본 J리그의 감바 오사카 등이 있다. 특히 감바 오사카는 인천과 3번의 교류전을 가진 바 있는데 2004년 3월과 2005년 2월, 그리고 2008년 6월에 경기를 가졌었다. 2004년 경기에서는 인천이 4-0으로 승리했었으나 2005년에는 0-1로 패배했다.[35] 가장 최근에 있었던 2008년의 교류전에서는 1-1로 무승부를 기록했다.

- 인천 유나이티드는 2024시즌에 강등이 결정되기 이전까지 K리그 승강제 도입 이후 시도민구단 중 유일하게 강등경험을 하지 않은 팀이었다.

## 클럽 역대 인물

### 역대 선수

#### 역대 인천 유나이티드 주장 선수
- 김현수 : 2004년
- 임중용 : 2005년 ~ 2008년 6월
- 노종건 : 2008년 6월 ~ 12월
- 이준영 : 2009년 ~ 2010년
- 전재호 : 2010년
- 배효성 : 2011년[36]
- 정인환 : 2012년
- 김남일 : 2013년
- 박태민 : 2014년
- 유현 : 2015년 1월~8월
- 김동석 : 2015년 8월~2016년 8월
- 마테이 요니치 : 2016년 9월 ~ 2016년 12월
- 김도혁 : 2017년 1월~ 2017년 6월
- 최종환 : 2017년 6월 ~ 2019년 2월
- 남준재 : 2019년 2월 ~ 2019년 7월
- 정산 : 2019년 7월 ~ 2019년 12월
- 김호남 :2020년 3월 ~ 2020년 12월
- 김도혁 :2020년 12월 ~ 2021년 12월
- 오반석 :2022년 2월 ~ 현재

#### 영구 결번
12번 : 시민구단으로 출범한 취지를 살려 축구팬과 서포터스에게 등번호 12번을 헌정하고 영구 결번으로 결정했다.

### 역대 감독
- 취임은 공식 취임식 일자이며 취임식이 없거나 미상인 경우 공식 선임 일자를 기재한다.

| 순번 | 이름              | 취임       | 사임       | 재임시즌  | 비고                                                                                     |
| ---- | ----------------- | ---------- | ---------- | --------- | ---------------------------------------------------------------------------------------- |
| 1대  | 베르너 로란트     | 2003/09/25 | 2004/08/30 | 2004      | 초대 감독                                                                                |
| 대행 | 장외룡            | 2004/08/31 | 2005/01/02 | 2004      | 로란트 감독 중도 사임으로 감독대행직 수행                                                |
| 2대  | 장외룡            | 2005/01/03 | 2006/12/28 | 2005–2006 |                                                                                          |
| 대행 | 박이천            | 2007/01/04 | 2007/12/20 | 2007      | 장외룡 감독 축구유학 기간 중 감독대행직 수행                                             |
| 2대  | 장외룡            | 2007/12/21 | 2008/12/09 | 2008      |                                                                                          |
| 3대  | 일리야 페트코비치 | 2009/01/29 | 2010/06/08 | 2009–2010 | 2009년 1월 7일 기술고문으로 영입 후 정식 감독으로 선임                                   |
| 대행 | 김봉길            | 2010/06/27 | 2010/08/21 | 2010      | 페트코비치 감독 중도 사임으로 감독대행직 수행                                            |
| 4대  | 허정무            | 2010/08/23 | 2012/04/11 | 2010–2012 |                                                                                          |
| 대행 | 김봉길            | 2012/04/12 | 2012/07/15 | 2012      | 허정무 감독 중도 사임으로 감독대행직 수행                                                |
| 5대  | 김봉길            | 2012/07/16 | 2014/12/19 | 2012–2014 |                                                                                          |
| 6대  | 김도훈            | 2015/01/13 | 2016/08/31 | 2015–2016 |                                                                                          |
| 대행 | 이기형            | 2016/08/31 | 2016/11/29 | 2016      | 김도훈 감독 중도 사임으로 감독대행직 수행                                                |
| 7대  | 이기형            | 2016/11/29 | 2018/05/11 | 2017–2018 | 정식 감독으로 승진                                                                       |
| 대행 | 박성철            | 2018/05/11 | 2018/06/02 | 2018      | 이기형 감독 중도 사임으로 감독대행직 수행                                                |
| 8대  | 욘 안데르센       | 2018/06/09 | 2019/04/15 | 2018–2019 |                                                                                          |
| 대행 | 임중용            | 2019/04/15 | 2019/05/14 | 2019      |                                                                                          |
| 9대  | 유상철            | 2019/05/14 | 2020/01/02 | 2019      | 2019 시즌 후 췌장암으로 사임 (사임 후 인천의 명예 감독으로 선임) 2021년 사망 (향년 50세) |
| 10대 | 임완섭            | 2020/02/06 | 2020/06/28 | 2020      |                                                                                          |
| 대행 | 임중용            | 2020/06/29 | 2020/08/06 | 2020      | 임완섭 감독 중도 사임으로 감독대행직 수행                                                |
| 11대 | 조성환            | 2020/08/07 | 2024/07/05 | 2020-2024 |                                                                                          |
| 대행 | 변재섭            | 2024/07/06 | 2024/07/31 | 2024      | 조성환 감독 중도 사임으로 감독대행직 수행                                                |
| 12대 | 최영근            | 2024/08/01 | 2024/12/21 | 2024      | 구단 최초 2부리그 강등                                                                   |
| 13대 | 윤정환            | 2024/12/22 |            | 2025-     |                                                                                          |

#### 역대 주장
| 역임기간      | 이름   | 노트                                                                           |
| ------------- | ------ | ------------------------------------------------------------------------------ |
| 2004년        | 김현수 | 인천의 초대 주장                                                               |
| 2005년~2008년 | 임중용 |                                                                                |
| 2008년        | 노종건 |                                                                                |
| 2009년        | 이준영 | 승부조작 사건 연루된 것으로 밝혀져 충격을 주었고, 결국 영구제명을 당하고 만다. |
| 2010년        | 전재호 |                                                                                |
| 2011년        | 배효성 |                                                                                |
| 2012년        | 정인환 |                                                                                |
| 2013년        | 김남일 |                                                                                |
| 2014년        | 박태민 |                                                                                |
| 2015년        | 유현   |                                                                                |
| 2016년        | 김동석 |                                                                                |
| 2017년        | 김도혁 |                                                                                |
| 2017년~2018년 | 최종환 |                                                                                |
| 2019년        | 남준재 |                                                                                |
| 2020년        | 김호남 |                                                                                |
| 2021년        | 김도혁 |                                                                                |
| 2022년~2023년 | 오반석 |                                                                                |
| 2024년~       | 이명주 |                                                                                |

## 스폰서
스폰서는 이쪽을 참조.

## 경기장

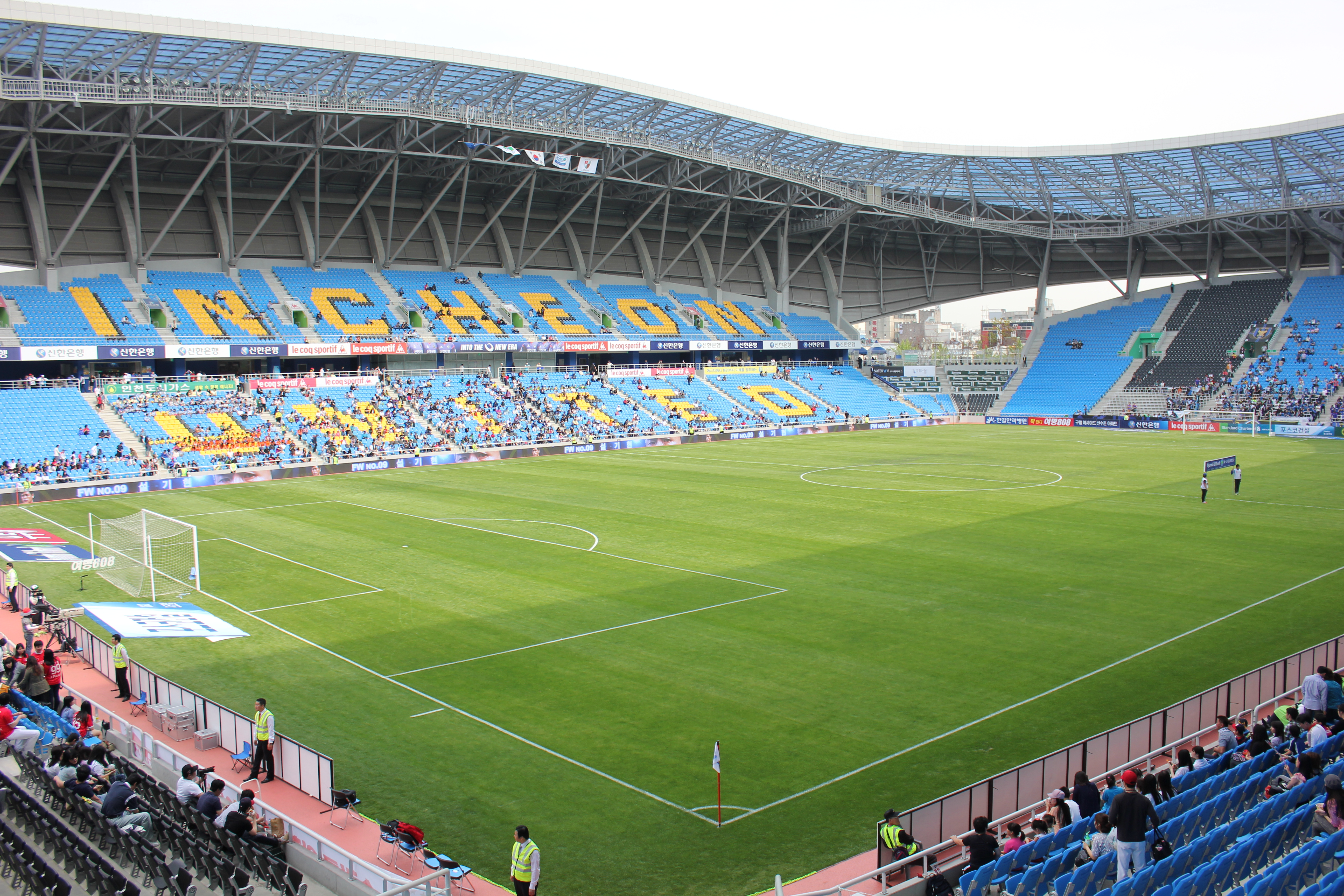
인천축구전용경기장

### 인천축구전용경기장
2024년 현재 홈 경기장은 인천축구전용경기장이다.
2011년까지는 인천문학경기장을 사용했다. 하지만 문학경기장은 종합 경기장인 이유로 인해 관람 시야 등의 문제로 축구전용경기장의 필요성이 제기되었고 인천광역시가 2014년 아시안 게임 유치를 염두에 둠과 동시에 도시재생사업의 일환으로 중구 도원동과 남구 숭의동 일대에 걸친 옛 인천공설운동장 및 도원야구장터에 인천축구전용경기장을 건설하면서 2012년부터 인천축구전용경기장을 홈구장으로 사용하고 있다. 2013년부터는 경기장의 운영권을 구단에서 넘겨받아 구단이 직접 경기장을 관리, 운영하게 되었다.

### 인천승기축구장
인천광역시는 인천 연수구 동춘동 소재 승기하수처리장에 천연잔디 구장 1개 인조잔디 구장 1개를 건립하며 2009년부터 인천유나이티드 전용 연습구장으로 사용하고 있다.

## 클럽하우스

### 인천 유나이티드 FC 축구센터
인천광역시 연수구 선학동 소재 선학경기장에 위치한 클럽 하우스이다. 클럽하우스 1동, 인조잔디 구장, 천연잔디 구장 등이 있으며, 2022년 12월 27일에 준공되었고 2023년 시즌부터 인천유나이티드 클럽 하우스로 쓰이고 있다.

## 엠블럼과 마스코트

### 엠블럼
5,002명의 응모자 가운데 2,296명(46%)으로부터 1순위로 지정받은 시안이 공식 엠블렘으로 선정되었다.
인천 유나이티드의 공식 엠블렘은 기존의 다른 구단에서 사용하지 않은 타원형의 모양을 활용하여 창단 주체인 인천시, 시민, 기업이 원만하게 화합하는 이미지를 나타낸다. 엠블렘의 문양은 인천을 상징하는 닻, 바른길로 이끄는 방향키, 비상하는 날개의 형상을 조합하여 인천 유나이티드 구단이 한국프로축구의 새로운 리더가 되고자 하는 강한 의지를 담았다. 또 노란색의 문양과 테두리에 해양 도시인 인천을 나타내는 블루와 블랙의 줄무늬는 세계로 뻗어 나가는 인천 유나이티드의 역동성과 진취적인 기상을 상징적으로 표현한다.

### 마스코트
인천 유나이티드 마스코트의 이름은 유티이다. 유티는 인천을 상징하는 시조인 두루미의 형상으로 프로축구계의 새로운 바람을 일으키려는 의지와 시, 시민, 기업이 화합할 수 있는 매개체로서의 친근한 이미지로 상징화하였다. 붉은 머리털은 축구에 대한 강한 열정을, 큰 날개는 승리에 대한 강한 의지와 페어플레이의 스포츠 정신을 표현하고 있다.

## 유니폼
퍼스트 유니폼은 팀의 상징색인 검정과 파랑의 세로줄 무늬를 주로 사용한다.
2020년 시즌부터 동아시아에서는 최초로 이탈리아의 대표적 스포츠 용품사인 마크론 (MACRON)과 5+5년 계약을 맺어 용품을 후원받는다.
2020년 유니폼 명칭은 '퍼스트 히어로'이다.

## 클럽 관련 문화

### 서포터즈
인천 유나이티드는 "시민구단으로 출발한 인천이 빠른 시간 안에 명문구단으로 도약하기 위해서는 서포터즈의 역할이 중요"하다는 이유로 창단과 함께 서포터즈 클럽을 공개 모집하였다. 이러한 결과 인천 유나이티드의 서포터즈는 서포터즈 클럽(소모임) 중심의 문화를 가지게 되었다.
2009년 5월 1일 인천 유나이티드를 사랑하는 모든 사람들이 쉽게 접근할 수 있고, 함께 응원할 수 있도록 하기 위해 당시 존재하던 6개의 모임들이 하나의 단체로 규합하는 데 뜻을 모아 지지자 연대 미추홀 보이즈를 결성하였다. 소속 모임이었던 Ultras Hawk는 2014년 8월 29일 연대 탈퇴를 선언하였다. Ultras Hawk의 탈퇴 이후 미추홀 보이즈의 각 소속 모임들은 하나의 소속 모임이라도 이탈하게 되면 연대의 의미가 퇴색된다는 것에 공감하여 2014년 9월 미추홀 보이즈 연대를 해체하기로 결정하였다.
인천 유나이티드의 서포터즈는 문학경기장에서는 N석을 응원 구역으로 활동하였으나, 인천축구전용경기장에서는 S석에서 응원하고 있다. 2019년 미추홀 보이즈 해체 이후 연대 파랑검정을 결성하였고 , 현재 존재하는 서포터즈 모임은 Ultras Hawk, Terror aNd Trembling, 포세이돈, ICFC, 혈맹 NaCl, PADO, 블루문 등 7개 모임이다.
인천 유나이티드 서포터즈는 '제19회 올해의 프로축구대상'과 '2005 삼성 하우젠 K리그 대상' 시상식에서 공로상을 수상하기도 하였다.

### 관련 영화
- 비상

### 그 외
- 인천 유나이티드의 단가는 가수 부활이 부른 노래 '새벽'이다. 부활의 리더 겸 기타리스트 김태원이 작사, 작곡을 한 노래로써 조용하고 차분한 분위기가 특징적인 곡이다.
- 인천의 구단 캐치프레이즈는 우리는 인천이다. 2013년 팀 창단 10주년을 맞이해 인천축구지대본이라는 캐치프레이즈를 사용했고 2014년 승리 그 이상의 감동, 2015년 PLAY TOGETHER이라는 캐치프레이즈를 사용했다.

## 참고 문헌
- “스포츠지원포털 등록 현황”. 대한체육회.
- “KFA 통합경기정보 시스템”. 대한축구협회.
- “K리그 데이터 포털”. 한국프로축구연맹.

## 같이 보기
- 인천 유나이티드 FC R